# Grand Prix Formule 1 van Duitsland 1967
De Grand Prix Formule 1 van Duitsland 1967 werd gehouden op 6 augustus op de Nordschleife van de Nürburgring in Nürburg. Het was de zevende race van het seizoen.

## Uitslag
| Pos. | Nr. | Coureur         | Constructeur    | Rondes | Tijd / Oorzaak uitval | Grid | Punten |
| ---- | --- | --------------- | --------------- | ------ | --------------------- | ---- | ------ |
| 1    | 2   | Denny Hulme     | Brabham-Repco   | 15     | 2:05:55.7             | 2    | 9      |
| 2    | 1   | Jack Brabham    | Brabham-Repco   | 15     | + 38.5                | 7    | 6      |
| 3    | 8   | Chris Amon      | Ferrari         | 15     | + 39.0                | 8    | 4      |
| 4    | 7   | John Surtees    | Honda           | 15     | + 2:25.7              | 6    | 3      |
| 5    | 24  | Jackie Oliver   | Lotus-Ford      | 15     | + 5:30.7              | 19   |        |
| 6    | 16  | Jo Bonnier      | Cooper-Maserati | 15     | + 8:42.1              | 16   | 2      |
| 7    | 22  | Alan Rees       | Brabham-Ford    | 15     | + 8:4739              | 20   |        |
| 8    | 15  | Guy Ligier      | Brabham-Repco   | 14     | + 1 Ronde             | 17   | 1      |
| 9    | 18  | Chris Irwin     | BRM             | 13     | + 2 Rondes            | 15   |        |
| 10   | 27  | David Hobbs     | Lola-BMW        | 13     | + 2 Rondes            | 22   |        |
| 11   | 6   | Pedro Rodriguez | Cooper-Maserati | 13     | + 2 Rondes            | 10   |        |
| DNF  | 9   | Dan Gurney      | Eagle-Weslake   | 12     | Aandrijving           | 4    |        |
| DNF  | 29  | Jacky Ickx      | Matra-Ford      | 12     | Ophanging             | 18   |        |
| NC   | 25  | Brian Hart      | Protos-Ford     | 12     | +3 Rondes             | 25   |        |
| DNF  | 14  | Jo Siffert      | Cooper-Maserati | 12     | Brandstofpomp         | 12   |        |
| DNF  | 4   | Graham Hill     | Lotus-Ford      | 8      | Ophanging             | 13   |        |
| DNF  | 17  | Hubert Hahne    | Lola-BMW        | 6      | Ophanging             | 14   |        |
| DNF  | 11  | Jackie Stewart  | BRM             | 5      | Differentieel         | 3    |        |
| DNF  | 3   | Jim Clark       | Lotus-Ford      | 4      | Ophanging             | 1    |        |
| DNF  | 5   | Jochen Rindt    | Cooper-Maserati | 4      | Radiator              | 9    |        |
| DNF  | 26  | Kurt Ahrens Jr. | Protos-Ford     | 4      | Radiator              | 23   |        |
| DNF  | 10  | Bruce McLaren   | Eagle-Weslake   | 3      | Olielek               | 5    |        |
| DNF  | 12  | Mike Spence     | BRM             | 3      | Differentieel         | 11   |        |
| DNF  | 23  | Jo Schlesser    | Matra-Ford      | 2      | Motor                 | 21   |        |
| DNF  | 20  | Gerhard Mitter  | Brabham-Ford    | 0      | Motor                 | 24   |        |
| DNS  | 28  | Brian Redman    | Lola-Ford       |        |                       |      |        |

- De race werd verreden samen met de Formule 2-race.

## Statistieken
| Pole-position | Jim Clark  | Lotus-Ford    | 8:04.1 |
| Snelste ronde | Dan Gurney | Eagle-Weslake | 8:15.1 |

## Noot
- Dit was het debuut van de Britse coureurs Brian Hart, Jackie Oliver en Brian Redman.
- Dit was de 25ste snelste ronde voor een Amerikaanse coureur.
- Vijfde Grand Prix-winst voor een Nieuw-Zeelandse coureur.

1931 · 1932 · 1934 · 1935 · 1936 · 1937 · 1938 · 1939 · 1951 · 1952 · 1953 · 1954 · 1956 · 1957 · 1958 · 1959 · 1961 · 1962 · 1963 · 1964 · 1965 · 1966 · 1967 · 1968 · 1969 · 1970 · 1971 · 1972 · 1973 · 1974 · 1975 · 1976 · 1977 · 1978 · 1979 · 1980 · 1981 · 1982 · 1983 · 1984 · 1985 · 1986 · 1987 · 1988 · 1989 · 1990 · 1991 · 1992 · 1993 · 1994 · 1995 · 1996 · 1997 · 1998 · 1999 · 2000 · 2001 · 2002 · 2003 · 2004 · 2005 · 2006 · 2008 · 2009 · 2010 · 2011 · 2012 · 2013 · 2014 · 2016 · 2018 · 2019